# Chãos de Mêda Portugal
Chãos de Mêda - Portugal
Breve história de Chãos
O lugar de Chãos é uma “anexa” da freguesia de Casteição, concelho de Meda, desde 1836. Encontra-se num pequeno planalto, a uma desafogada altitude de cerca de 870 metros.
A evolução dos tempos, levou a que as populações descessem à procura de terras mais férteis e produtivas, abandonando os pontos altos, privilegiados por razões bélicas e fortificações mais adequadas, como era o caso de Casteição.
Inicialmente foi denominado quinta de Chãs e também conhecido por Santo Amaro, dado que neste lugar foi erigida em época remota uma ermida a Santo Amaro (no local da ermida, foi mais tarde construída a capela de Santo Amaro, mais conhecida por Igreja de Chãos). Fez parte do concelho de Casteição, constituído com base no primeiro foral concedido por D. Sancho I, em 30 de Julho de 1196, (composto por Casteição, Chãos e Outeiro de Gatos) até Novembro de 1836 em que passou a integrar o concelho de Meda (in: http://www.cm-meda.pt/Paginas/default.aspx). Pertence ainda a Chãos a ermida de Nossa Senhora de Vila Maior, de remota fundação (de origem “suposta suevo-visigótica”), com vestígios da antiguidade, onde se celebra festa anual no último domingo de Maio.
Próximo dos Chãos situaram-se sempre diversas quintas e azenhas, estas (actualmente desactivadas) ao longo da ribeira ou rio Teja.
Aqui se situa, embora muito arruinada, a “Casa do senhor Raul”, referenciada como um modelo importante da casa senhorial típica das Beiras (Pode ser vista em:http://chaosdemeda.blogspot.com/).